# 埃佩加尔
埃佩加尔（法語：Épégard，法語發音：[epeɡaʁ]）是法国厄尔省的一个市镇，属于埃夫勒区。

## 地理
埃佩加尔（49°10'48"N, 0°52'41"E）面积4.41 平方千米，位于法国诺曼底大区厄尔省，该省份为法国北部内陆省份，北起滨海塞纳省，西接奧恩省和卡爾瓦多斯省，南至厄尔-卢瓦省，东临瓦兹省、瓦兹河谷省和伊夫林省。
与埃佩加尔接壤的市镇（或旧市镇、城区）包括：伊维尔、拉讷维尔迪博斯克。

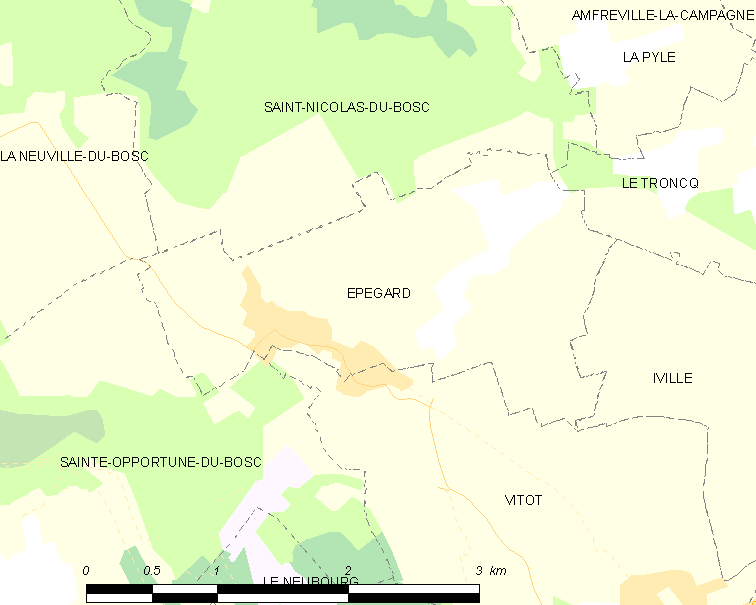
埃佩加尔的OSM定位图

埃佩加尔的时区为UTC+01:00、UTC+02:00（夏令时）。

## 行政
埃佩加尔的邮政编码为27110，INSEE市镇编码为27219。

## 政治
埃佩加尔所属的省级选区为勒讷堡县。

## 人口

1962-2008年间埃佩加尔人口变化图示

埃佩加尔于2022年1月1日时的人口数量为529人。